# Dècada del 2040
La Dècada del 2040 s'iniciarà l'1 gener de 2040 i finalitzarà el 31 desembre de 2049.

## Prediccions notables i altres esdeveniments
- Possible missió tripulada a Cal·listo, una lluna de Júpiter.[1]

### 2042
- El 20 d'abril, un eclipsi solar esdevindrà al sud-est d'Amèrica.

### 2045
- Una predicció (de Ray Kurzweil) d'aparicions de la singularitat tecnològica a alguns llocs l'any 2045.

- El 12 d'agost, un eclipsi solar tindrà lloc als Estats Units, podrà ser vist a la zona compresa des de Califòrnia a Florida.

### 2049
- Possible resposta al senyal que uns científics ucraïnesos havien enviat a Gliese 581 c l'any 2008, que suposadament hauria d'haver arribat a aquest planeta el 2029.

## Esdeveniments ficticis
- A la pel·lícula Terminator: Dark Fate és el 2042 quan Legió envia un Terminator al passat a matar Daniela Ramos.
- El 2045 s'ambienta la pel·lícula estatunidenca Ready Player One.
- El 2045 s'ambienta la sèrie de televisió espanyola La valla.
- El 2048 estan ambientats esdeveniments de la pel·lícula L'home bicentenari
- El 2049 s'ambienta l'acció de la pel·lícula Blade Runner 2049.